# 北海道道554号紋別空港線
北海道道554号紋別空港線（ほっかいどうどう554ごう もんべつくうこうせん）は、かつて北海道網走支庁管内の紋別市を結んでいた一般道道である。新紋別空港の開港に伴う紋別空港の廃止を受け、北海道道としては廃止され紋別市道となる。

## 路線概要
- 起点：北海道紋別市沼の上（旧紋別空港）
- 終点：北海道紋別市沼の上（国道238号交点）
- 総距離：3.3 km

## 通過する自治体
- 網走支庁
  - 紋別市

## 主な接続道路
- 国道238号（終点）

## 沿革
- 1966年（昭和41年）3月31日 - 路線認定
- 1999年（平成11年）11月11日 - 新紋別空港開港により紋別空港廃止
- 2001年（平成13年）10月18日 - 廃止

## 沿線
- コムケ国際キャンプ場
- コンティネンタル・オートモーティブ紋別テストコース（旧紋別空港を使用）